# Robert al II-lea de Flandra

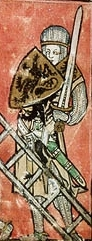
Robert al II-lea, conte de Flandra.

Robert al II-lea de Flandra (n. cca. 1065 – d. 5 octombrie 1111) a fost contele de Flandra din 1093 până la moartea sa. A devenit cunoscut ca Robert de Ierusalim (Robertus Hierosolimitanus) sau ca Robert Cruciatul, ca urmare a participării sale la Prima cruciadă.

## Istoria
Robert a fost fiul cel mare al contelui Robert I de Flandra cu Gertrude de Saxonia. Tatăl său a început să-l asocieze pe Robert la conducerea comitatului încă din 1086. Astfel, între 1086 și 1091, el a fost regent al ținutului pe perioada cât Robert I se afla în pelerinaj în Țara Sfântă.
După ce a devenit conte de Flandra în 1093, Robert al II-lea s-a raliat imediat pentru a participa la Prima cruciadă, lansată de papa Urban al II-lea în 1095. Robert a lăsat la guvernarea comitatului pe soția sa, Clementia de Burgundia și a urmat grupul de cruciați din jurul lui Godefroy de Bouillon, duce în  Lorena Inferioară. După ce au ajuns la Constantinopol, cruciații au fost nevoiți să jure fidelitate împăratului bizantin Alexios I Comnen și să promită că vor restitui Bizanțului teritoriile ocupate în cruciadă (cu excepția Iudeei. Robert, al cărui tată servise împăratului Alexios în timpul pelerinajului anterior, nu avusese nicio reținere să îi jure basileului fidelitate, însă unii dintre ceilalți lideri din Prima cruciadă au avut obiecții, fapt care a provocat oarecare întârziere armatei cruciate înainte de a părăsi Constantinopolul.
Robert a participat apoi la Asediul Niceei, după care armata s-a separat în două grupuri. În ce îl privește, Robert a pornit în marș alături de Ștefan al II-lea de Blois, Boemund de Taranto, Robert Curthose și ghizii bizantini, mărșăluind la distanță de o zi în fața grosului cruciaților. Această avangardă a fost înconjurată de către turcii selgiucizi ai sultanului Kilij Arslan I, urmarea fiind bătălia de la Dorileea din 30 iunie 1097. A doua zi, armata a doua cruciată, condusă de Raimond de Saint-Gilles, Godefroy de Bouillon și Hugue "cel Mare" de Vermandois, a ajuns la timp pentru a sparge încercuirea; cele două armate au reușit joncțiunea, centrul armatei fiind format din trupele lui Robert și Raimond. Selgiucizii au fost înfrânți, iar cruciații și-au putut continua marșul către sud.
La finele anului 1097, cruciații au ajuns în dreptul orașului Antiohia. Asediul Antiohiei a durat luni de zile; în luna decembrie, Robert și Bohemund de Tarent au părăsit pentru scurtă vreme restul armatei, pentru a efectua un raid asupra teritoriului înconjurător, în vederea aprovizionării cu hrană, iar la 30 decembrie au reușit să risipească o armată trimisă de emirul Dukak din Damasc pentru a sprijini pe asediații din Antiohia. În cele din urmă, orașul a fost cedat lui Bohemund de către membrii gărzii armenești, iar Robert a fost printre primii care au intrat în cetate, însă doar după câteva zile cruciații au fost nevoiți să reziste în fața armatei conduse de atabegul Kerbogha al Mosulului. La 28 iunie 1098, cruciații au ieșit din cetate pentru a se confrunta direct cu Kerboga, Robert și Hugue de Vermandois conducând primele șase divizii. Kerbogha a fost înfrânt, iar musulmanii care încă rezistau în citadela Antiohiei s-au predat cruciaților. Alături de Bohemund de Tarent, Raiymond de Saint-Gilles și Godefroy de Bouillon, Robert a fost printre primii care au ocupat citadela, însă imediat după aceea Bohemund a revendicat orașul pentru sine. La rândul său, Raimond emitea și el pretenții, însă Robert și-a declarat sprijinul pentru Bohemund în această dispută.
Disputele dintre cruciați au întârziat cruciada de la a continua mai departe către Palestina. Raimond de Saint-Gilles a părăsit Antiohia pentru a ataca orașul Ma'arrat al-Numan, care a fost capturat, după ce Robert participase și la acest asediu. În continuare, Raimond a căutat să îi mituiască pe Robert și pe ceilalți conducători cruciați pentru a-l urma pe el, iar nu pe Bohemund; cu această ocazie, lui Robert i s-au oferit 6.000 de solidi, însă toate încercările de mituire au fost refuzate. În ianuarie 1099, Raimond a pornit către Ierusalim, în vreme ce Robert și Godefroy de Bouillon au rămas în Antiohia până în luna februarie. Ei s-au unit cu trupele lui Raimond cu ocazia asedierii orașului Arqa. În iunie, Robert și Gaston al IV-lea de Bearn au condus avangarda care a ajuns la Ramla și, împreună cu Tancred de Tarent, a condus o expediție în interiorul Samariei, cu scopul de a găsi lemnul construirea instrumentelor de asediu necesare pentru cucerirea Ierusalimul. După asediul Ierusalimului, încheiat cu capturarea Orașului Sfânt la 15 iulie 1099, Robert a sprijinit pretențiile lui Godefroy de Bouillon în defavoarea celor ale lui Raimond de Saint-Gilles, iar în 9 august a pornit alături de Godefroy pentru a se confrunta cu trupele trimise de fatimizi și conduse de al-Afdal Shahanshah, care se îndreptau spre Ierusalim. Robert a constituit partea centrală în timpul confruntării de la Ascalon din 12 august, care a marcat o nouă victorie a cruciaților. Cu toate acestea, continuau neînțelegerile dintre Godefroy de Bouillon și Raimond de Saint-Gilles, de această dată asupra posesiei asupra Ascalonului, astfel încât orașul a rămas pentru moment necapturat.
La sfârșitul lunii august 1099, Robert al II-lea s-a întors în Europa, alături de Robert Curthose și de Raimond de Saint-Gilles. Pe drumul de întoarcere, ei au cucerit Latakia (Laodiceea), care a fost restituită împăratului Alexios, potrivit înțelegerii din urmă cu trei ani. Raimond a rămas la Latakia, în vreme ce Robert și ducele Normandiei și-au continuat drumul spre casă, trecând prin Constantinopol, după ce au refuzat oferta lui Alexios de a rămâne în serviciul imperial. Robert a adus cu sine o reclivă prețioasă, anume brațul Sfântului Gheorghe, primit în dar de la Alexios însuși. Relicva a fost depusă în biserica abației Anchin din Flandra. Revenit acasă, Robert a construit mănăstirea cu hramul Sfântului Andrei din Betferkerke, în apropiere de Bruges. Datorită rolului central jucat în această cruciadă, ca și a moaștelor aduse din Țara Sfântă, Robert al II-lea a primit supranumele de Robert de Ierusalim.
Pe perioada absenței sale, împăratul Henric al IV-lea avusese o tentativă de a ocupa Flandra imperială. Revenit acasă, Robert a răspuns provocării prin sprijinirea unei răscoale a comunei din Cambrai împotriva împăratului și a susținătorului acestuia, episcopul Gaulcher, și a pus stăpânire pe un număr de castele imperiale. Pacea a fost restabilită în 1102, iar Robert a prestat omagiu împăratului pentru Flandra imperială. Însă după 1105, noul împărat Henric al V-lea, a pornit în marș spre Flandra, având sprijinul contelui Balduin al III-lea de Hainaut și trupe trimise din Olanda. Robert al II-lea a reușit să oprească invazia în afara zidurilor orașului Douai și o nouă pace a fost semnată, prin care Henric al V-lea recunoștea revendicările lui Robert asupra Douai și Cambrai.
În 1103, Robert al II-lea a încheiat o alianță cu regele Henric I al Angliei, oferind 1.000 de cavaleri în schimbul plății unui tribut anual, însă în momentul în care regele Angliei a refuzat plata convenită, Robert s-a aliat cu feudalul nominal al său, regele Ludovic al VI-lea al Franței și a atacat Normandia. Ca diversiune, contele Theobald al II-lea de Champagne, fiind cumnat cu regele Henric I, a pus la cale o revoltă a baronilor francezi împotriva lui Ludovic; implicându-se în luptele cu răsculații, Robert a condus o armată pentru a asedia orașul Meaux, însă în apropiere de acesta a fost rănit mortal, a căzut de pe cal și s-a înecat în râul Marna.

## Familia
Robert al II-lea a fost căsătorit cu Clementia de Burgundia, soră a papei Calixt al II-lea și fiica contelui Guillaume I de Burgundia. Ei au avut trei copii, însă doar cel mai mare a ajuns la vârsta majoratului: este vorba de Balduin al VII-lea de Flandra, care i-a succedat lui Robert Cruciatul.